# Listă a echipelor de fotbal din țările AFC

## Arabia Saudită
| Clubul       | Oraș   |
| ------------ | ------ |
| Al-Ahli      | Jeddah |
| Al-Faisaly   | Riyadh |
| Al-Hazm      | Rass   |
| Al-Hilal     | Riyadh |
| Al-Ittifaq   | Dammam |
| Al-Ittihad   | Jeddah |
| Khaleej Club | Saihat |
| Al-Nasr      | Riyadh |
| Al-Qadisiya  | Khobar |
| Al-Shabab    | Riyadh |
| Al-Ta'ee     | Ha'il  |
| Al-Wahda     | Mecca  |

## Australia
| Clubul                    | Oraș                                                                |
| ------------------------- | ------------------------------------------------------------------- |
| Adelaide United FC        | Adelaide                                                            |
| Central Coast Mariners FC |                                                                     |
| Melbourne Victory         | Melbourne                                                           |
| Newcastle United Jets     |                                                                     |
| New Zealand Knights FC    | (bazat în Noua Zeelandă, dar a jucat totdeauna în liga Australiană) |
| Queensland Roar FC        |                                                                     |
| Perth Glory FC            | Perth                                                               |
| Sydney FC                 | Sydney                                                              |

## Bahrain
| Clubul             | Oraș         |
| ------------------ | ------------ |
| Al-Ahli Club       | Manama       |
| Bahrain Club       | Manama       |
| Bahrain Riffa Club | Manama       |
| Busaiteen          | Al Busaytin  |
| East Riffa Club    |              |
| Malkiya Club       | Al Malikiyah |
| Muharraq Club      | Al Muharraq  |
| Al-Najma Club      | Madinat 'Isa |
| Al-Shabab Club     | Manama       |
| Sitra Club         | Manama       |

## Bangladesh
| Clubul                               | Oraș       |
| ------------------------------------ | ---------- |
| Mohammedan Sporting Club             | Dhaka      |
| Abahani Ltd.                         | Dhaka      |
| Muktijoddha Sangsad KS               | Dhaka      |
| Brothers Union                       | Dhaka      |
| Sheikh Russell Krira Chakra          | Dhaka      |
| Arambagh Krira Sangha                | Dhaka      |
| Badda Jagaroni Sangsad               | Dhaka      |
| Mohammedan Sporting Club             | Chittagong |
| Abahani Ltd.                         | Chittagong |
| Jalalabad Football Ltd.              | Jalalabad  |
| Faridpur District Sports Association | Faridpur   |
| Abahani Ltd.                         | Khulna     |

## Bhutan
| Clubul               | Oraș   |
| -------------------- | ------ |
| Transport United     | Timphu |
| Druk Pol             |        |
| Yeedzin FC           |        |
| Drukstar FC          |        |
| Royal Bhutan Army FC |        |
| Rigzung FC           |        |
| RIHS FC              |        |
| Choden FC            |        |

## Brunei
| Clubul      | Oraș |
| ----------- | ---- |
| ABDB        |      |
| AH United   |      |
| Bandaran    |      |
| DPMM FC     |      |
| Indera FC   |      |
| Jerudong FC |      |
| Kasuka FC   |      |
| NBT FC      |      |
| QAF FC      |      |
| Wijaya FC   |      |

## Cambogia
| Clubul                     | Oraș       |
| -------------------------- | ---------- |
| Hello United               | Phnom Penh |
| Naga Resort                |            |
| Khemara                    | Phnom Penh |
| Royal Navy                 |            |
| Royal Cambodian Air Force  |            |
| Army Division of Logistics |            |
| Military Police            | Siem Reap  |
| Kandal Province            |            |
| Koh Kong Province          |            |
| Siem Reap Province         |            |

## China
| Clubul                                                   | Oraș      |
| -------------------------------------------------------- | --------- |
| Beijing Hyundai                                          | Beijing   |
| Changchun Yatai                                          | Changchun |
| Chongqing Qiche (cunoscut și sub numele Chongqing Lifan) | Chongqing |
| Dalian Shide                                             | Dalian    |
| Inter Shanghai                                           | Shanghai  |
| Liaoning FC                                              | Liaoning  |
| Qingdao Zhongneng                                        | Qingdao   |
| Shandong Luneng (cunoscut și sub numele Shandong Lunen)  | Shandong  |
| Shanghai Shenhua                                         | Shanghai  |
| Shanghai Zobon                                           | Shanghai  |
| Shenyang Ginde (cunoscut și sub numele Shenyang Jinde)   | Shenyang  |
| Shenzhen Jianlibao                                       | Shenzhen  |
| Sichuan Guancheng                                        | Sichuan   |
| Tianjin Teda FC                                          | Tianjin   |
| Wuhan Huanghelou                                         | Wuhan     |
| Xiamen Lanshi                                            | Xiamen    |

## Coreea de Sud
| Clubul                  | Oraș      |
| ----------------------- | --------- |
| Busan I'Park            | Busan     |
| Chunnam Dragons         | Gwangyang |
| Daegu FC                | Daegu     |
| Daejeon Citizen         | Daejeon   |
| FC Seoul                | Seoul     |
| Gwangju Sangmu Phoenix  | Gwangju   |
| Gyeongnam FC            | Changwon  |
| Ilhwa Chunma            | Seongnam  |
| Incheon United          | Incheon   |
| Jeju United FC          | Jeju City |
| Jeonbuk Hyundai Motors  | Jeonju    |
| Pohang Steelers         | Pohang    |
| Suwon Samsung Bluewings | Suwon     |
| Ulsan Hyundai Horang-i  | Ulsan     |

## Emiratele Arabe Unite
| Clubul             | Oraș                                 |
| ------------------ | ------------------------------------ |
| Al-Ahli            | Dubai                                |
| Al-Ain FC          | Al-Ain                               |
| Al-Fujirah         | Fujairah                             |
| Al-Jazeera Club    | Abu Dhabi                            |
| Al-Nasr            | Dubai                                |
| Al Shaab Club      | Sharjah                              |
| Al-Shabab Al-Arabi | Dubai                                |
| Sharjah            | Sharjah                              |
| Al-Wahda FC        | Abu Dhabi                            |
| Al-Wasl            | Dubai                                |
| Bani Yas Club      | (nu a jucat în prima ligă în 2006/7) |
| Dibba Al-Hisn      | (nu a jucat în prima ligă în 2006/7) |
| Dubai Club         | Dubai                                |
| Emirates           | Ras al-Khaimah                       |

## Filipine
| Clubul                     | Oraș |
| -------------------------- | ---- |
| Negros Occidental FA       |      |
| North Cotabato FA          |      |
| Zamboanga FA               |      |
| FA of Masbate              |      |
| National Capital Region FA |      |
| Iloilo FA                  |      |
| Baguio City-Benguet FA     |      |
| Iligan-Lanao del Norte FA  |      |

## Hong Kong
| Clubul           | Oraș                    |
| ---------------- | ----------------------- |
| Buler Rangers    | (nu au jucat în 2006-7) |
| Citizen          | Victoria                |
| Happy Valley     | Causeway Bay            |
| Hong Kong 08     |                         |
| Hong Kong FC     |                         |
| Rangers FC       |                         |
| Kitchee          | Victoria                |
| Lanwa            |                         |
| South China      | So Kon Po               |
| Wofoo Tai Po     |                         |
| Xiangxue Sun Hei |                         |

## India
| Clubul                | Oraș       |
| --------------------- | ---------- |
| Air India             | Bombay     |
| Churchill Brothers    | Salcette   |
| Dempo                 | Panjim     |
| East Bengal           | Kolkata    |
| JCT Mills             | Ludhiana   |
| Mahindra United       | Bombay     |
| Mohammedan            | Kolkata    |
| Mohun Bagan           | Kolkata    |
| Sporting Clube de Goa | Panjim     |
| Tata Football Academy | Jamshedpur |
| Salgaocar Sports Club | Vasco      |
| Vasco Sports Club     | Vasco      |

## Indonezia
Wilayah Barat
| Clubul                  | Oraș         |
| ----------------------- | ------------ |
| Arema Malang            | Malang       |
| Persib Bandung          | Bandung      |
| PSDS Deli Serdang       | Deli Serdang |
| Persija Jakarta         | Jakarta      |
| Persitara Jakarta Utara | Jakarta      |
| Persijap Jepara         | Jepara       |
| PSMS Medan              | Medan        |
| Persekabpas Pasuruan    | Pasuruan     |
| PSIS Semarang           | Semarang     |
| Persikota Tangerang     | Tangerang    |
| Persita Tangerang       | Tangerang    |
| PSIM Yogyakarta         | Yogyakarta   |
| Semen Padang            | Padang       |
| Sriwijaya FC            | Palembang    |

Wilayah Timur
| Clubul                     | Oraș              |
| -------------------------- | ----------------- |
| Delta Putra Sidoarjo       | Sidoarjo          |
| Persiba Balikpapan         | Balikpapan        |
| PKT Bontang                | Bontang           |
| Persibom Boolang Mongondow | Bolaang Mongondow |
| Persegi Gianyar            | Gianyar           |
| Persipura Jayapura         | Jayapura          |
| Persik Kediri              | Kediri            |
| Persela Lamongan           | Lamongan          |
| PSM Makassar               | Makassar          |
| Persema Malang             | Malang            |
| Persmin Minahasa           | Minahasa          |
| PSS Sleman                 | Sleman            |
| Persiter Ternate           | Ternate           |
| Persiwa Wamena             | Wamena            |

## Iordania
| Clubul                      | Oraș      |
| --------------------------- | --------- |
| Al-Arabi                    | Irbid     |
| Al-Buq'aa                   | Amman     |
| Al-Faisaly                  | Amman     |
| Al-Hussein                  | Irbid     |
| Al-Ittihad                  | Ar Ramtha |
| Al-Jazira                   | Amman     |
| Al-Ramtha                   | Irbid     |
| Shabab Al Ordon Al Qadisiya | Amman     |
| Al-Wihdat                   | Amman     |
| Al-Yarmouk                  | Amman     |

## Irak
| Clubul            | Oraș     |
| ----------------- | -------- |
| Arbil             | Arbil    |
| Dihok             | Dihok    |
| Sirwan            |          |
| Mosul             | Mosul    |
| Kirkuk            | Kirkuk   |
| Al Talaba         | Bagdad   |
| Al Shurta         | Bagdad   |
| Al Jaish          |          |
| Al Sina           |          |
| Diyala            |          |
| Al Quwa Al Jawiya | Bagdad   |
| Samarra           | Samarra  |
| An Najaf          | An Najaf |
| Al Kahraba        |          |
| Al Naft           |          |
| Al Zawraa         | Bagdad   |
| Misan             |          |
| Naft Al Junoob    |          |
| Ash Shatra        |          |
| Al Minaa          | Basra    |
| Karbala           | Karbala  |

## Iran
| Clubul            | Oraș            |
| ----------------- | --------------- |
| Abu Moslem        | Mashhad         |
| Bargh Shiraz      | Shiraz          |
| Esteghlal Ahvaz   | Ahvaz           |
| Esteghlal FC      | Teheran         |
| Fajre Sepasi      | Shiraz          |
| Foolad FC         | Ahvaz           |
| FC Malavan        | Bandar-e Anzali |
| Mes Kerman FC     | Kerman          |
| FC Pas Tehran     | Teheran         |
| Paykan Tehran FC  | Teheran         |
| Persepolis FC     | Teheran         |
| Rah Ahan FC       | Teheran         |
| Saba Battery FC   | Teheran         |
| Saipa FC          | Karaj           |
| Foolad Sepahan FC | Isfahan         |
| Zob Ahan FC       | Isfahan         |

## Japonia
| Clubul                    | Oraș      |
| ------------------------- | --------- |
| Albirex Niigata           | Niigata   |
| Avispa Fukuoka            | Fukuoka   |
| Cerezo Osaka              | Osaka     |
| Gamba Osaka               | Suita     |
| JEF United Ichihara Chiba | Chiba     |
| Júbilo Iwata              | Iwata     |
| Kashima Antlers           | Kashima   |
| Kawasaki Frontale         | Kawasaki  |
| Kyoto Purple Sanga        | Kyoto     |
| Nagoya Grampus Eight      | Nagoya    |
| Oita Trinita              | Ōita      |
| Omiya Ardija              | Saitama   |
| Sanfrecce Hiroshima       | Hiroshima |
| Shimizu S-Pulse           | Shimizu   |
| F.C. Tokyo                | Chofu     |
| Urawa Red Diamonds        | Saitama   |
| Ventforet Kofu            | Kofu      |
| Yokohama F. Marinos       | Yokohama  |

## Kuweit
| Clubul      | Oraș             |
| ----------- | ---------------- |
| Al-Arabi    | Al Mansuriyah    |
| Al-Fahaheel |                  |
| Al-Jahra    |                  |
| Al-Kazma    | Ad Da'iyah       |
| Khaitan SC  |                  |
| Al-Kuwait   | Kaifan           |
| Al-Naser    | Jleeb Al Shyookh |
| Qadisiya SC | Al-Qādisiyyah    |
| Al-Sahel    | Abu Hulayfah     |
| Al-Salmiya  | Salmiya          |
| Al-Shabab   |                  |
| Sulaibikhat |                  |
| Al-Tadamon  | Al Farwaniyah    |
| Al-Yarmuk   | Mishref          |

## Kîrgîzstan
| Clubul                  | Oraș   |
| ----------------------- | ------ |
| Abdysh-Ata Kant         | Kant   |
| Alay Osh                | Oș     |
| Aq-Bura Osh             | Oș     |
| Dordoi-Dinamo Narîn     | Narîn  |
| Dostuq Uzgen            | Uzgen  |
| Dynamo Aravan           | Aravan |
| Jashtîk-Aq-Altîn Karasu | Karasu |
| Muras-Sport Narîyn      | Narîn  |
| Șahtior Qizil-Kiya      |        |
| Șer-Aqdan Bishkek       | Bișkek |
| U-17 Youth team         | Bișkek |

## Laos
| Clubul                             | Oraș      |
| ---------------------------------- | --------- |
| Vientiane F.C.                     | Vientiane |
| MCTPC                              |           |
| Ministry of Public Security        |           |
| Lao-American College F.C.          |           |
| Army F.C.                          |           |
| Bank                               |           |
| National University                |           |
| Lao Journalists' Association F.C.) |           |
| Vilakone F.C.                      |           |
| Kavin College                      |           |
| Prime Minister's Office F.C.       |           |
| Vientiane Province                 |           |

## Liban
| Clubul          | Oraș    |
| --------------- | ------- |
| Al Ahed         | Beirut  |
| Al-Ahli         | Sidon   |
| Al-Ansar        | Beirut  |
| Al-Hikma        | Beirut  |
| Al-Mubarrah     |         |
| Al-Nejmeh       | Beirut  |
| Al-Rayyan       |         |
| Al-Safa         | Beirut  |
| Salam           | Zgharta |
| Shabab Al-Sahel | Beirut  |
| Al-Tadamon      | Tyr     |
| Trables SC      | Tripoli |

## Macao
| Clubul                       | Oraș |
| ---------------------------- | ---- |
| Serviços de Alfândega        |      |
| Heng Tai                     |      |
| Hoi Fan                      |      |
| Kin Chong                    |      |
| Kuan Tai                     |      |
| Lam Pak                      |      |
| Macao U-18                   |      |
| Monte Carlo                  |      |
| Polícia de Segurança Pública |      |
| Vá Luen                      |      |

## Malaezia
| Clubul            | Oraș                        |
| ----------------- | --------------------------- |
| Brunei DPMM FC    | Bandar Seri Begawan, Brunei |
| Johor FC          | Pasir Gudang                |
| Kedah FA          | Alor Star                   |
| Malacca FA        | Malacca Town                |
| Melaka Telekom    | Malacca Town                |
| Negri Sembilan FA | Seremban                    |
| Pahang FA         | Kuantan                     |
| Penang FA         | Penang                      |
| Perak FA          | Ipoh                        |
| Perlis FA         | Kangar                      |
| Sarawak FA        | Kuching                     |
| Selangor FA       | Shah Alam                   |
| Terengganu FA     | Kuala Terengganu            |

## Maldives
| Club        | Oraș |
| ----------- | ---- |
| Guraidhoo   |      |
| IFC         | Male |
| New Radiant | Malé |
| Maziya      |      |
| Valencia    | Malé |
| Victory     | Male |

## Nepal
| Clubul                    | Oraș         |
| ------------------------- | ------------ |
| Boys Union                | Tripureshwar |
| Brigade Boys Club         | Lalitpur     |
| Friends Club              | Lalitpur     |
| Gyanendra Armed Police FC | Kathmandu    |
| Jawalakhel Youth Team     | Lalitpur     |
| Machhindra Energizer FC   |              |
| Machindra FC              | Kathmandu    |
| Mahendra Police Club      | Kathmandu    |
| Manang Marsyagdi Club     | Marsyagdi    |
| New Road Team             | Kathmandu    |
| Ranipokhari Corner Team   | Ranipokhari  |
| Sankata Boys Sports Club  | Kathmandu    |
| Saraswoti Youth Club      |              |
| Three Star Club           | Lalitpur     |
| Tribhuvan Army Club       | Kathmandu    |

## Oman
| Club        | City                    |
| ----------- | ----------------------- |
| Bahla Club  | Bahla, Ad Dakhiliyah    |
| Dhofar Club | Salalah, Dhofar         |
| Al-Khaburah | Al Khaburah, Al Batinah |
| Majees Club | Majees, Al Batinah      |
| Muscat Club | Muscat, Muscat          |
| Al-Nahda    | unknown                 |
| Al-Nasr     | Salalah, Ad Dakhiliyah  |
| Al-Oruba    | Sur, Ash Sharqiyah      |
| Al-Salam    | unknown                 |
| Seeb Club   | Seeb, Muscat            |
| Sur Club    | Sur, Ash Sharqiyah      |
| Talia Club  | unknown                 |

## Pakistan
| Clubul                                | Oraș                |
| ------------------------------------- | ------------------- |
| Afghan                                | Chaman, Balochistan |
| Habib Bank Ltd                        | Karachi             |
| Karachi Electric Supply Corporation   | Karachi             |
| Karachi Port Trust                    | Karachi             |
| Khan Research Laboratories            | Rawalpindi          |
| National Bank of Pakistan             | Karachi             |
| Pakistan Army                         | Rawalpindi          |
| Pakistan Navy                         | Islamabad           |
| Pakistan Railways                     | Lahore              |
| Water and Power Development Authority | Lahore              |
| Wohaib                                | Lahore              |

## Palestina
| Clubul               | Oraș |
| -------------------- | ---- |
| Gabal el Mokaper     |      |
| Hillal Areeha        |      |
| Wade Al-Nes          |      |
| Alkhedher            |      |
| Aldhahriah           |      |
| Jerusalem Hilal Club |      |
| Thagafi Tulkarm      |      |
| Markaz Tulkarm       |      |
| Markaz Askar         |      |
| Abu Dees             |      |
| Shbab Alkhaleel      |      |
| Sour Baher           |      |
| Alislami             |      |
| Silwan               |      |
| Shabab Al-Amaari     |      |
| Albirah              |      |
| Alarabi Bayt Safa    |      |
| Markz Balata         |      |
| Yatta                |      |
| Ittihad Nables       |      |
| Ahli Alkhaleel       |      |
| Jenin Al Ryadi       |      |

## Qatar
| Clubul       | Oraș                           |
| ------------ | ------------------------------ |
| Al-Arabi     | Doha, Ad Dawhah                |
| Al-Gharafa   | Doha, Ad Dawhah                |
| Al-Khor      | Khor, Al Khawr                 |
| Qatar SC     | Doha, Ad Dawhah                |
| Al-Rayyan    | Ar Rayyan, Ar Rayyan           |
| Al-Sadd      | Doha, Ad Dawhah                |
| Al-Shamal    | Madinat ash Shamal, Ash Shamal |
| Umm-Salal SC | Umm Salal, Umm Salal           |
| Al-Wakra     | Al Wakrah, Al Wakrah           |

## Singapore
| Clubul                      | Oraș          |
| --------------------------- | ------------- |
| Albirex Niigata (Singapore) | Singapore     |
| Balestier Khalsa            | Clementi      |
| Geylang United              | Bedok         |
| Gombak United               | Queenstown    |
| Home United                 | Bishan        |
| Sengkang Punggol            | Hougang       |
| Singapore Armed Forces FC   | Choa Chu Kang |
| Sporting Afrique            | Yishun        |
| Tampines Rovers             | Tampines      |
| Woodlands Wellington        | Woodlands     |
| Young Lions                 | Singapore     |

## Siria
| Clubul     | Oraș                   |
| ---------- | ---------------------- |
| Al-Futowa  | Dayr az-Zawr           |
| Al-Horriya | Alep                   |
| Hottin     | Latakia                |
| Al-Ittihad | Alep                   |
| Jabala     | Jabala                 |
| Al-Jaish   | Damasc                 |
| Al-Karama  | Homs                   |
| Al-Majd    | Damasc                 |
| Al-Qrdaha  | Qrdaha                 |
| Al-Shorta  | Damasc                 |
| Al-Taliya  | Hama                   |
| Teshrin    | Latakia                |
| Al-Wahda   | Damasc                 |
| Al-Wathba  | Homs                   |
| Al-Nwa'ir  | (nu a jucat în 2006/7) |
| Al-Jihad   | (nu a jucat în 2006/7) |

## Sri Lanka
Segment A
| Clubul                 | Oraș     |
| ---------------------- | -------- |
| Blue Star SC           | Kalutara |
| Negombo Youth SC       | Negombo  |
| Ratnam SC              | Colombo  |
| Renown SC              | Colombo  |
| Saunders SC            | Colombo  |
| Sri Lanka Air Force SC | Colombo  |
| Sri Lanka Army SC      | Colombo  |
| Sri Lanka Police SC    | Colombo  |
| York SC                | Kandy    |

Segment B
| Clubul           | Oraș      |
| ---------------- | --------- |
| Golden Star SC   | Kandy     |
| Java Lane SC     |           |
| Jupiters SC      | Negombo   |
| Kalutara Park SC | Kalutara  |
| Matara SC        |           |
| New Young SC     | Wennapuwa |
| Old Bens SC      | Colombo   |
| Red Sun SC       | Gampola   |

## Tadjikistan
| Club                      | City         |
| ------------------------- | ------------ |
| CSKA Dușanbe              | Dușanbe      |
| Dynamo Dușanbe            | Dușanbe      |
| HIMA Dușanbe              | Dușanbe      |
| FK Khujand                | Khujand      |
| Olimi Karimzod Mastchoh   | Mastchoh     |
| Oriyono Dushanbe          | Dușanbe      |
| Parvoz Bobojon Ghafurov   | Gafurov      |
| Regar-TadAZ Tursunzade    | Tursunzade   |
| FK Saroy-Kamar            | Panj         |
| SKA-Pamir Dushanbe        | Dușanbe      |
| Tajik Telecom Qughonteppa | Qurghonteppa |
| Vakhsh Qughonteppa        | Qurghonteppa |

## Tailanda
| Clubul                        | Oraș        |
| ----------------------------- | ----------- |
| Bangkok Bank FC               | Bangkok     |
| Bangkok University FC         | Bangkok     |
| BEC Tero Sasana               | Bangkok     |
| Chon Buri FC                  | Chon Buri   |
| Krung Thai Bank FC            | Bangkok     |
| Osotsapa FC                   | Bangkok     |
| Port Authority of Thailand FC | Bangkok     |
| Provincial Electricity FC     | Bangkok     |
| Royal Thai Army FC            | Bangkok     |
| Suphan Buri FC                | Suphan Buri |
| Thailand Tobacco Monopoly FC  | Bangkok     |
| Thai Honda FC                 | Bangkok     |

## Taiwan
| Clubul             | Oraș     |
| ------------------ | -------- |
| China Steel FC     | Taipei   |
| Fubon Financial FC | Taipei   |
| Taipower FC        | Fongshan |
| Tatung FC          | Taipei   |

## Turkmenistan
| Clubul              | Oraș       |
| ------------------- | ---------- |
| Ahal Annau          |            |
| Gazcy Gazojak       |            |
| HTTU Ashgabat       | Așgabat    |
| Kopetdag Ashgabat   | Așgabat    |
| FK Merw             |            |
| Nebitci Balkanabat  | Balkanabat |
| Nisa Ashgabat       | Așgabat    |
| Sagadam Turkmenbasy |            |
| Turan Dasoguz       | Dașoguz    |

## Uzbekistan
| Clubul             | Oraș      |
| ------------------ | --------- |
| FJ Andijon         | Andijan   |
| FJ Buxoro          | Buhara    |
| Lokomotiv Toshkent | Tașkent   |
| Mash'al Muborak    | Mubarek   |
| Metallurg Bekobod  | Bekobod   |
| Nasaf Qarshi       | Karși     |
| Navbahor Namangan  | Namangan  |
| Neftchi Fargona    | Fergana   |
| Paxtakor Toshkent  | Tașkent   |
| Qizilqum Zarafshon | Zarafșon  |
| Samarqand-Dinamo   | Samarkand |
| Shortan Guzor      | Guzor     |
| Sogdiyona Jizzakh  | Jizzah    |
| Topolang Sariosiyo | Sariosiyo |
| Traktor Toshkent   | Tașkent   |
| Xorazm-2003        | Urganci   |

## Vietnam
| Clubul                     | Oraș             |
| -------------------------- | ---------------- |
| Bình Duong                 | Thu Dau Mot      |
| Ðà Nang                    | Da Nang          |
| Gach Ðong Tam Long An      | Tân An           |
| GM M Nam Ðinh              | Nam Ðinh         |
| Hòa Phát                   | Hanoi            |
| Hoang Anh Gia Lai          | Pleiku           |
| Khatoco Khánh Hoà          | Nha Trang        |
| LG-ACB Ha Noi              | Hanoi            |
| Mitsu Haier Hai Phòng      | Haiphong         |
| Pisico Bình Ðinh           | Qui Nhon         |
| P. Sông Lam Nghe An        | Vinh             |
| Thep Mien Nam-Cang Sai Gon | Ho Chi Minh City |
| Thép Pomina TG             | Mỹ Tho           |

## Yemen
| Clubul              | Oraș        |
| ------------------- | ----------- |
| Al-Ahli             | Sanaa       |
| Al-Hilal            | Al Hudaydah |
| Al-Rasheed          | Ta'izz      |
| Al-Saqr             | Ta'izz      |
| Al-Sha'ab           | Ibb         |
| Al-Sha'ab Hadramaut | Al Mukalla  |
| Al-Shula            | Aden        |
| Al-Taawun           | Badan       |
| Al-Tadamun          | Shabwah     |
| Al-Tilal            | Aden        |
| Al-Yarmuk al-Rawda  | Sanaa       |
| Hassan              | Zinjibar    |
| May 22              | Sanaa       |
| Shabah al-Jeel      | Al Hudaydah |